# Хадза (язык)
Хадза — изолированный язык, распространенный по южным берегам озера Эяси в Танзании. Несмотря на небольшое число носителей, язык активно используется и большинство детей его изучают. Однако недавнее уничтожение мухи цеце на территориях народа хадза открыло путь для освоения территории расселения хадза пастухами крупного рогатого скота, углежогами, охотниками и крестьянами других этнических групп, вследствие чего хадза столкнулись с постепенным истощением традиционно использовавшихся ими источников воды, лесных, охотничьих и земельных угодий по причине их чрезмерной эксплуатации и загрязнения.

## Классификация
Язык хадза, наряду с его соседом — языком сандаве, обычно классифицируют как представителя койсанской языковой макросемьи на основании того, что консонантизм его характеризуется наличием ряда щёлкающих согласных. Однако в случае с хадза отмечено сравнительно мало параллелей как с сандаве, так и с другими койсанскими языками, а многие из отмеченных общих черт представляются небесспорными. Так, оспаривается генетическая связь языка хадза с языком сандаве, ибо данное предположение опирается в значительной степени на многочисленные общие заимствования из кушитских языков; параллели же хадза с языками Южной Африки сравнительно незначительны (обычно отдельные слоги типа CV) и вполне могут считаться совпадением.
Также показано небольшое количество подобий с вымершим неклассифицированным языком оропом, но говорить о родстве здесь затруднительно в связи с крайне слабой изученностью последнего.

## Фонология

### Гласные
В языке хадза представлены пять основных гласных, [i e a o u]. Гласные могут быть реализованы как глухие в конце слова после глухих согласных. Долгие гласные встречаются, когда опущен интервокальный [ɦ]. Например, [kʰaɦa] или [kʰaː], карабкаться. Известно только два слова, содержащие лексические носовые гласные, [ĩ ũ]. Также, назализация происходит перед глухими носовыми щелчками.

### Согласные
|                                      |                                 | Губные    | Альвеолярные | Постальвеолярные | Палатальные | Велярные  | Огубленный велярный | Глоттальные |
| Клики                                | Придыхательные                  |           | kǀʰ          | kǃʰ              |             |           |                     |             |
| Клики                                | Глухие (непридыхательные)       |           | kǀ           | kǃ               |             |           |                     |             |
| Клики                                | Глухие глоттализованные носовые |           | ŋǀʔ          | ŋǃʔ              |             |           |                     |             |
| Клики                                | Носовые                         |           | ŋǀ           | ŋǃ               |             |           |                     |             |
| Клики                                | Придыхательные                  |           |              | kǁʰ              |             |           |                     |             |
| Клики                                | Глухие (непридыхательные)       |           |              | kǁ               |             |           |                     |             |
| Клики                                | Глухие глоттализованные носовые |           |              | ŋǁʔ              |             |           |                     |             |
| Клики                                | Носовые                         |           |              | ŋǁ               |             |           |                     |             |
| Носовые-взрывные последовательности  | Придыхательные                  |           | (n͡ŋkǀʰ)      | (n͡ŋkǃʰ)          |             |           |                     |             |
| Носовые-взрывные последовательности  | Глухие                          |           | (n͡ŋkǀ)       | ?                |             |           |                     |             |
| Носовые-взрывные последовательности  | Придыхательные                  |           |              | (n͡ŋkǁʰ)          |             |           |                     |             |
| Носовые-взрывные последовательности  | Глухие                          |           |              | ?                |             |           |                     |             |
| Взрывные                             | Придыхательные                  | pʰ        | tʰ           |                  |             | kʰ        | kʷʰ                 |             |
| Взрывные                             | Глухие (непридыхательные)       | p         | t            |                  |             | k         | kʷ                  | ʔ           |
| Взрывные                             | Звонкие                         | b         | d            |                  |             | g         | gʷ                  |             |
| Взрывные                             | Абруптивы                       | p’        |              |                  |             | k’ ~ kx’  | kʷ’ ~ kxʷ’          |             |
| Носовые смычные                      | Носовые смычные                 | m         | n            |                  | ɲ           | ŋ         | ŋʷ                  |             |
| Носовые-взрывные последовательности  | Придыхательные                  | (mpʰ)     | (ntʰ)        |                  |             | (ŋkʰ)     | (ŋkʷʰ)              |             |
| Носовые-взрывные последовательности  | Глухие                          | (mp ~ mb) | (nt ~ nd)    |                  |             | (ŋk ~ ŋg) | (ŋkʷ ~ ŋgʷ)         |             |
| Носовые-аффрикаты последовательности | Придыхательные                  |           | (ntsʰ)       | (ntʃʰ)           |             |           |                     |             |
| Носовые-аффрикаты последовательности | Глухие                          |           | (nts ~ ndz)  | (ntʃ ~ ndʒ)      |             |           |                     |             |
| Аффрикаты                            | Придыхательные                  |           | tsʰ          | tʃʰ              |             |           |                     |             |
| Аффрикаты                            | Глухие                          |           | ts           | tʃ               |             |           |                     |             |
| Аффрикаты                            | Звонкие                         |           | dz           | dʒ               |             |           |                     |             |
| Аффрикаты                            | Абруптивы                       |           | ts’          | tʃ’              |             |           |                     |             |
| Аффрикаты                            | Придыхательные                  |           | tʎ̥ʰ          | tʎ̥ʰ              | tʎ̥ʰ         |           |                     |             |
| Аффрикаты                            | Боковые                         |           | tʎ̥           | tʎ̥               | tʎ̥          |           |                     |             |
| Аффрикаты                            | Боковые абруптивы               |           | tʎ̥’          | tʎ̥’              | tʎ̥’         |           |                     |             |
| Щелевые                              | Центральные                     | f ~ fʷ    | s            | ʃ                |             |           |                     |             |
| Щелевые                              | Боковые                         |           | ɬ            |                  |             |           |                     |             |
| Аппроксиманты                        | Аппроксиманты                   |           | l ~ ɾ        |                  | j           |           | w                   | ɦ           |

Губной абруптив [p’] найден только в нескольких словах. Аппроксимант [ɾ] встречается между гласными.
Как и в сандаве, в хадза не различаются постальвеолярные и палатальные (ǂ) клики. Причем все постальвеолярные клики являются «хлопающими» — при их произнесении язык сильно хлопает по дну ротовой полости, и этот удар может быть громче чем основа клика.

### Просодия
Неизвестно, является ли хадза тоновым языком. Он может иметь систему музыкального ударения, но детали не были выяснены.

## Лексика
Лексика (Старостин 2013):
| русский | хадза       |
| ------- | ----------- |
| я       | o=no        |
| ты      | te          |
| мы      | u-          |
| что     | ʔakwaʒa     |
| кто     | ta- ; ʔaku  |
| не      | ʔakw-       |
| один    | ʔičáme      |
| два     | piye        |
| птица   | tʰítʰí      |
| собака  | ǁáʔano      |
| вошь    | ǀˀámácˀì    |
| дерево  | cˀiti       |
| лист    | hacˀape     |
| мясо    | mana        |
| яйцо    | uɬe         |
| рог     | loʔo        |
| хвост   | cˀahó       |
| голова  | ƛˀóma       |
| волосы  | haƛˀe       |
| глаз    | ʔakʰwa      |
| ухо     | hačˀapičˀi  |
| нос     | ʔintʰawe    |
| зуб     | ʔáhà        |
| язык    | ǀ̃átʰâ       |
| рот     | ʔawanika    |
| рука    | ʔukʰwa      |
| ноготь  | baɬu        |
| нога    | ʔapukwa     |
| сердце  | ʔasači      |
| кровь   | átʰaʔmá     |
| кость   | miƛˀa       |
| пить    | fá          |
| есть    | séme        |
| слышать | ǁ̃aʔe        |
| умирать | misi; taǁˀi |
| убивать | ǁó          |
| солнце  | ʔišo        |
| луна    | sétʰa       |
| звезда  | ncʰa        |
| вода    | ʔatʰi       |
| дождь   | ʔatʰi       |
| камень  | ha(n)!ˀa    |
| дым     | cˀikˀo      |
| огонь   | cˀokˀo      |
| зола    | hocˀo       |
| черный  | tičˀi       |
| ночь    | cˀifi       |
| новый   | ʒana        |
| сухой   | ǁˀape       |
| имя     | ʔakana      |